# Iñigo Orozko
Iñigo Orozko Andonegi (San Sebastián, Guipúzcoa, 16 de julio de 1993) es un futbolista vasco que juega como delantero.

## Trayectoria
Iñigo se formó en las categorías inferiores del Antiguoko. En 2011, al comenzar sus estudios universitarios en Lejona, empezó a jugar en equipos vizcaínos y optó por jugar su último año de juvenil en la SD Leioa. En julio de 2012, una vez acabada su etapa de juvenil, se incorporó a la SD Deusto de División de Honor. Su siguiente club fue el Bermeo FT, ya en Tercera División, en el que pasó una temporada. En 2014 llegó al Santutxu FC, donde jugó tres campañas en Tercera.
En junio de 2017 firmó por el Sestao River, después de haber anotado nueve tantos en su última campaña. En su única campaña en el club verdinegro, anotó catorce tantos.
De cara a la temporada 2018-19, firmó por la SD Amorebieta de la Segunda División B. El 22 de mayo de 2021 logró el ascenso a Segunda División, tras vencer en la final de la eliminatoria de ascenso al Club Deportivo Badajoz en el Nuevo Vivero, por cero goles a uno.
En la temporada 2021-22, formando parte del equipo de la Segunda División de España, disputa 28 partidos y anota 3 goles.
En julio de 2022, tras el descenso de la SD Amorebieta, firmó por el Barakaldo CF de Tercera Federación.
Después de conseguir dos ascensos consecutivos con el Barakaldo CF (a Segunda Federación en la temporada 2022/2023 y a Primera Federación en la temporada 2023/2024) decidió dejar el fútbol a semi-profesional y jugar a fútbol en la categoría amateur de 1º Regional de Gipuzkoa.

## Clubes
| Club          | País   | Año         |
| ------------- | ------ | ----------- |
| SD Deusto     | España | 2012 - 2013 |
| Bermeo FT     | España | 2013 - 2014 |
| Santutxu FC   | España | 2014 - 2017 |
| Sestao River  | España | 2017 - 2018 |
| SD Amorebieta | España | 2018 - 2022 |
| Barakaldo CF  | España | 2022 - 2024 |

## Resumen Estadístico
| Club                | País   | Temporada | Partidos | Goles |
| ------------------- | ------ | --------- | -------- | ----- |
| Club Bermeo         | España | 2013-2014 | 2        | 2     |
| Santutxu            | España | 2014-2015 | 2        | 2     |
| Santutxu            | España | 2016-2017 | 44       | 11    |
| Sestao              | España | 2017-2018 | 27       | 15    |
| SD Amorebieta       | España | 2018-2019 | 33       | 2     |
| SD Amorebieta       | España | 2019-2020 | 27       | 7     |
| SD Amorebieta       | España | 2020-2021 | 30       | 2     |
| SD Amorebieta       | España | 2021-2022 | 30       | 4     |
| Barakaldo CF        | España | 2022-2023 | 18       | 9     |
| Total en su Carrera |        |           | 178      | 52    |